# NGC 1714
NGC 1714 là một tinh vân phát xạ trong chòm sao Kiếm Ngư. Nó nằm trong Đám mây Magellan Lớn  và được John Herschel phát hiện vào ngày 2 tháng 11 năm 1834. Một nghiên cứu điều tra thành phần hóa học của các vùng HII trong Đám mây Magellan Lớn đã được tiến hành trong đó, tìm thấy mật độ đơteri lớn hơn so với suy nghĩ trước đây, dẫn đến (với kiến thức hiện tại) lớn hơn tuổi được chấp nhận của vũ trụ. Các ứng cử viên cho tinh vân hành tinh cũng đã được tìm thấy trong vùng lân cận NGC 1714.